# کانتون نیدوالدن
کانتون نیدوالدن (Nidwalden) یکی از کانتون‌های سوئیس است.